# Hemipterodes brunneosticta
Hemipterodes brunneosticta là một loài bướm đêm trong họ Geometridae.